# Mitridat VI. Pontski
Mítridat VI. Évpator (starogrško Μιθριδάτης, latinizirano: Mithridates), kralj Pontskega kraljestva (120–63 pr. n. št.) in vojskovodja, * okoli 132 pr. n. št., Sinop, † 63 pr. n. št., Kerč.
Mitridat je bil šesti in zadnji pontski kralj s tem imenom. Nasledil je svojega očeta Mitridata V. Evergeta. Nekaj let je namesto njega vladala oblastiželjna mati, a jo je kmalu vrgel v ječo in prestol prevzel sam. Bil je pomemben osvajalec, saj je osvojil Krim, Kolhido, Kapadokijo, Bitinijo in ogrozil rimsko oblast v Mali Aziji. Vdrl je tudi v Grčijo, da bi osvojil Atene, s čimer je začel prvo mitridatsko vojno (86–85 pr. n. št.). Takrat sta ga rimski vojskovodji Sula in Fimbrij v nekaj bitkah premagala. Drugo mitridatsko vojno (83 pr. n. št.) so sprožili Rimljani, in sicer s tem, da so z vojskovodjo Mureno na čelu vdrli v Mitridatovo državo, vendar jih je Mitridat v slabem letu porazil. V tretji mitridatski vojni (74–66 pr. n. št.) je premagal Rimljane pri Halkedonu, a ga je leto pozneje premagal Lukul in leta 66 pr. n. št. Lukulov naslednik Pompej. Po teh porazih se je umaknil v Kerč ob Črnem morju. Ko se mu je uprla še lastna vojska, je ukazal vojaku, naj ga ubije.
Glej tudi:
- Prva mitridatska vojna  (88–84 pr. n. št.)

- Druga mitridatska vojna (83–81 pr. n. št.)

- Tretja mitridatska vojna (73– 63 pr. n. št.)